# Beringer von Gamburg
Beringer von Gamburg (* vor 1139; † um 1170) war Burgherr der Burg Gamburg und einer der vier Stifter des Klosters Bronnbach.

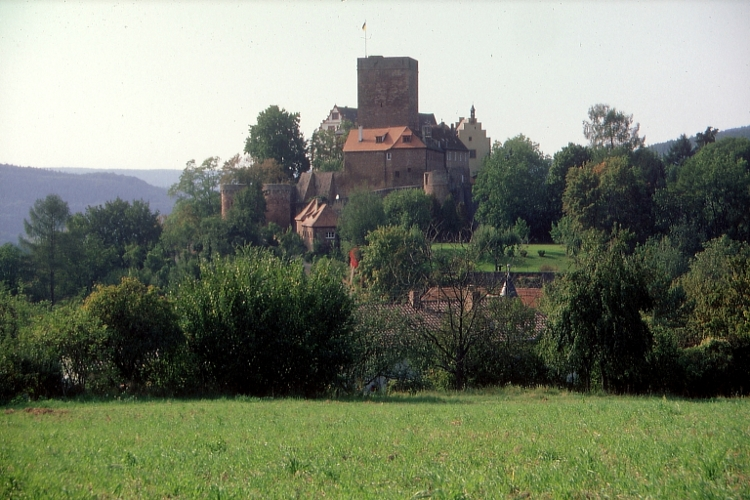
Burg Gamburg

Der Name Beringer von Gamburg wird in einer Würzburger Urkunde von 1139 zusammen mit dem seines Bruders Trageboto von Gamburg genannt. Bereits zur Zeit des Bischofs Erlung von Würzburg (1105–1121) wird jedoch schon ein „Beringerus de Damminburc“ genannt; hier wird allerdings ein Schreibfehler vermutet. Doch vor der mainzischen Zeit war diese adlige Familie vermutlich schon in Gamburg begütert.
Im Jahr 1157 erhielt Beringer I. von Gamburg das „castrum Gamburg“ von Erzbischof Arnold von Selenhofen als Lehen. Im Tausch dafür überließ Beringer von Gamburg die „villula Brunnenbach“ (den heutigen Schafhof bei Bronnbach) dem Erzbischof, der ihn den Zisterziensern überließ.
Sein Sohn Beringer II. von Gamburg (* um 1170; † 1219) nahm im Gefolge Bischof Gottfrieds von Würzburg am dritten Kreuzzug von Kaiser Friedrich I. Barbarossa teil. Nach 1190 kehrte er in seine Heimat zurück. Im Mai 1194 zog er mit Kaiser Heinrich VI. nach Italien, um das sizilianische Erbe der Kaiserin Konstanze für das Reich zu gewinnen. Er war mit einer Nichte des späteren Erzbischofs von Mainz, Siegfried II. von Eppstein, verheiratet. Um 1205 ließ er den Palas der Gamburg von der Bauhütte des Klosters Bronnbach ausschmücken und Wandmalereien (Seccomalerei) anbringen, die Ende der 1980er Jahre freigelegt wurden. Sie zeigen eine Reitergruppe, vermutlich an der Spitze den Bischof Gottfried, die sich auf eine Stadt zubewegt, vermutlich Ikonion, an deren Einnahme der Bischof mit seinen fränkischen Rittern im Mai 1190 führend beteiligt war.
Das Geschlecht starb Ende des 13. Jahrhunderts aus, das Lehen fiel danach an das Erzstift Mainz zurück.